# Telebasis bastiaani
Telebasis bastiaani – gatunek ważki z rodziny łątkowatych (Coenagrionidae). Występuje na terenie Ameryki Południowej.